# Rapporto del Grütli
Il Rapporto del Grütli, il 25 luglio 1940, fu una riunione dei più alti ufficiali di Stato Maggiore, convocata dall'allora comandante in capo dell'Esercito svizzero, il Generale Henri Guisan. Avvenne a Grütli, luogo dove secondo la leggenda sarebbe stato pronunciato il Patto eterno confederale.
In seguito alla invasione tedesca e alla capitolazione della Francia, avvenuta il 22 giugno 1940, in Svizzera si cominciò a temere che l'asse Germania-Italia potesse diventare una minaccia, e il discorso radiofonico tenuto il 25 giugno dal Presidente della Confederazione Marcel Pilet-Golaz non sortì l'effetto desiderato di tranquillizzare la popolazione, a causa di un suo accenno a un possibile adattamento alla nuova Europa.
Il Generale Guisan quindi, nel suo rapporto, oltre a dare ordini militari, per preparare il Paese a confrontarsi con le minacce dovute alla Seconda guerra mondiale, cercò di instillare fiducia nei suoi uomini e in tutta la popolazione.
Dal punto di vista militare, invece, Guisan diede le istruzioni per schierare l'esercito in quello che sarebbe stato chiamato il "Ridotto nazionale", ovvero l'uso delle Alpi come bastioni naturali in caso di aggressione.
Il rapporto del Grütli, anche per la scelta di un luogo tanto simbolico, contribuì molto a dare l'immagine di una Svizzera decisa a mantenere uno spirito di indipendenza in un così difficile momento. Secondo il biografo di Guisan, Willi Gautschi però, parte del discorso fu scritta in seguito, con conseguenti arricchimenti tesi a rendere l'avvenimento ancora più carico di significati, come la giornata descritta come soleggiata, quando invece i dati statistici riportano un giorno piovoso.